# دوگی‌درق (خداآفرین)
دوگی‌درق یکی از روستاهای استان آذربایجان شرقی است که در دهستان کیوان بخش مرکزی شهرستان خداآفرین واقع شده‌است.